# Matthias Alexander Castrén

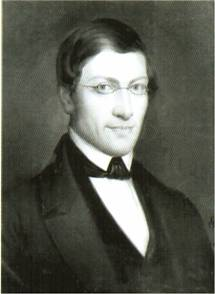
Matthias Alexander Castrén

Matthias Alexander Castrén (2. prosince 1813 v Tervola, Finsko – 7. května 1852 v Helsinkách) byl finský filolog a etnolog. Je považován za zakladatele jazykovědných disciplín zabývajících se uralskými jazyky.

## Studium
Matthias Alexander Castrén pocházel z rodiny finských Švédů. Jeho otec Christian Castrén († 1825) působil jako farář ve farnosti Rovaniemi. Matthias, kterého vychovával jeho strýc Mathias Castrén, navštěvoval finskojazyčnou školu v Oulu.
V roce 1828 začal studovat starořečtinu a starověkou hebrejštinu na univerzitě v Helsinkách. Poté, co upustil od svých původních plánů na teologickou kariéru, věnoval se intenzivněji studiu finského jazyka. Již v průběhu studia rovněž začal psát práci týkající se finské mytologie. Svá studia ukončil v roce 1836.

## Badatelské cesty
Již v témže roce se Castrén, veden jazykovědným a filologickým zájmem, vydal se svým přítelem, lékařem Dr. Ehrenströmem, na badatelskou cestu po Laponsku a v roce 1839 pak do Karélie. V roce 1841 vydal první švédský překlad finského národního eposu Kalevala. Mezi lety 1841 a 1844 navštívil společně s Eliasem Lönnrotem ugrofinské národy v severním Rusku na druhé straně Uralu. V roce 1844 vycházejí Castrénova díla Elementa grammatices Syrjaenae o komijštině a Elementa grammatices Tscheremissae o marijštině, která jsou považována za průkopnické práce v oblasti výzkumu ugrofinských jazyků na území Ruska.
Promoval v roce 1844 a získal titul doktora filozofie. I přes svůj nepříznivý zdravotní stav podnikl v letech 1845 až 1848 na doporučení Andrease Johana Sjögrena a za podpory Akademie věd v Sankt-Petěrburgu a helsinské univerzity další badatelskou cestu na Sibiř. Výsledkem cesty bylo publikování práce Versuch einer ostjakischen Sprachlehre nebst kurzem Wörterverzeichnis (1849) (o chantyjštině) a De affixis personalibus linguarum Altaicarum (1850).

## Profesorská činnost na helsinské univerzitě
V roce 1851 byl jmenován prvním profesorem nově vytvořené katedry finského jazyka a literatury na univerzitě v Helsinkách. Bohužel hned následující rok umírá na tuberkulózu. Jeho práce zabývající se gramatikou samojedských jazyků zůstaly nedokončeny. V rozmezí let 1852 a 1858 vyšla posmrtně jeho díla Reseminnen från åren 1838-1844, Reseberättelser och bref åren 1845-1849, Föreläsningar i finsk mytolog, Ethnologiska föreläsningar öfver altaiska folken a Smärre afhandlingar och akademiska dissertationer. Mezi lety 1853 a 1862 vydal v němčině Franz Anton Schiefner dvanáctisvazkové souborné vydání Nordische Reisen und Forschungen von Dr. M. Alexander Castrén (česky: Severské cesty a bádání dr. M. Alexandra Castréna).

### Severské cesty a bádání dr. M. Alexandra Castréna
Dvanáctisvazkové souborné vydání
[1] Vzpomínky z cest z let 1838-1844.--[2] Zprávy a dopisy z cest z let 1845-1849.--[3] Přednášky o finské mytologii.--[4] Etnologické přednášky o altajských národech, samojedské pohádky a tatarské hrdinské ságy.--5. Drobné spisy.--[6] Pokus o vytvoření gramatiky a stručného slovníku jazyka osťáckého. --[7] Gramatika samojedských jazyků.--[8] Slovníky samojedských jazyků.--[9] Hlavní rysy tunguzské gramatiky a stručný slovník.--[10] Pokus o vytvoření gramatiky a stručného slovníku jazyka burjatského.--[11] Pokus o vytvoření gramatiky jazyka kojbalského a karagaského, jakož i stručné mluvnice jazyka jenisejských Osťáků a jazyka kottského jakož i stručných slovníků těchto jazyků.

#### 4. svazek: Etnologické přednášky o altajských národech, samojedské pohádky a tatarské hrdinské ságy
Ze švédštiny do němčiny přeložil Carl Gustav Borg. Castrén své etnologické přednášky v žádném případě nevypracoval kompletně a nezanechal je ve stavu připraveném do tisku.
Jeho profesura na univerzitě v Helsinkách byla potvrzena rychleji, než očekával. Měl okamžitě začít na univerzitě přednášet. Jeho úvodní přednáška se konala 6. května 1851 a poté následoval přednáškový kurz o etnologii altajských národů, přičemž Castrén přednášel čtyřikrát týdně v průběhu května.
Své přednášky psal téměř bez přípravy, mezi tím vyřizoval úřední záležitosti. Vzhledem k blížícímu se konci jarního semestru měl v úmyslu přednášet pouze o etnografii finských a čudských jazykových rodin, o čemž sepsal pojednání, které později s malými obměnami použil pro přednášky.
Druhou část svazku tvoří samojedské pohádky a hrdinské ságy Tatarů, které Castrén převedl do švédštiny.
Obsah
- Přednášky o altajských národech
  - Úvod (str. 1 – 21) – vymezení předmětu přednášek, filologie, lingvistika, etnografie, názory fyziologů a filologů na původ altajských národů, dělení jazyků do tří skupin (jednoslabičné, aglutinační a flektivní jazyky)
  - Tunguzské národy (str. 21 – 33) – původ, rozdělení a způsob života ruských Tunguzů, čínští Tunguzové, zprávy čínských kronikářů, Tunguzové pod mongolskou a čínskou nadvládou, nástup dynastie Mandžu, vliv čínské kultury
  - Mongolské národy (str. 33 – 53) – rozšíření mongolského kmene na území Vysoké Asie, jižní Sibiře a Ruska, dělení na Východní Mongoly, Burjaty a Kalmyky, nejstarší dějiny, zmínky v čínských kronikách, čtyři kalmycké (ojratské) kmeny – Džúngarové, Torguti, Chošudi, Dörvöti
  - Turkické národy (str. 53 – 79) – nejstarší dějiny, dynastické posloupnosti, Ujgurové, Uzbekové, Seldžukové a další turkické kmeny, přehled zmiňovaných dynastií, stručné pojednání o původu a dějinách turkických kmenů v Evropě (Skythové, Hunové, Avaři, Alani, Roxolani, Chazaři, Kumáni aj.)
  - Samojedské národy (str. 79 – 87) – názory fyziologů na původ samojedských národů, jazyková blízkost s finštinou, dělení samojedských národů (Jurakové – dnešní Něnci, Tavgijští Samojedi – dnes Nganasani, Osťáko-Samojedi – dnes Selkupové, Jenisejští Samojedi – dnes Enci, Kamasínci)
  - Jenisejští Osťákové – sajánský původ, způsob života, náboženství
  - Finové (dnes ugrofinské národy) – první zmínky, rozdělení finských národů
    - Ugrické národy – dějiny, příbuznost s turkickými Ujgury
      - Osťákové (dnes Chantyjci) – etnografický popis, zvyky, způsob života
      - Vogulové (dnes Mansijci) – blízce příbuzní s Osťáky, území, náboženství
      - Maďaři – nejstarší osídlení v oblasti Uralu, dobytí Panonie, pozdější dějiny

- -     - Volžské národy
      - Čeremisové (dnes Marijci) – pod nadvládou Bulharů a Kazaňského chanátu, pojednání o názvech mara, merja a muroma
      - Mordvinci – zmínky u gótských, byzantských a ruských kronikářů, mongolská a ruská nadvlády, dělení na dvě skupiny (mokša a erzja)

- -     - Permské národy
      - Permové, Zyrjané (dnes mluvčí jazyka Komi), Voťáci (dnes Udmurti) – původní Bjarmaland u Bílého moře, povodí řeky Kamy, rozdíl mezi Permy ve skandinávských ságách a permskými národy u ruských kronikářů, obchodní cesty, podrobení permských kmenů, moskevská nadvláda, biskup Štěpán Permský

- -     - Finové v užším smyslu – první zmínky, územní rozšíření finských kmenů, hlavní větve (Karelové, Tavastové, Votové, Kvenové, Čudové, Estonci, Livonci aj.), nejstarší osídlení v Bjarmalandu, křížová výprava krále Erika Emundssona, vztahy Karelů a novgorodských Rusů, mír v Nöteborgu 1323

- Samojedské pohádky a tatarské hrdinské ságy
  - Samojedské pohádky (str. 157 – 181)
  - Tatarské hrdinské ságy (str. 181 – 257)

Castrén se oženil s Lovisou Natalií Tengströmovou (1830-1881), jejíž otec, arcibiskup Johan Jakob Tengström, působil jako profesor teoretické a praktické filozofie.
V roce 1921 byl v Helsinkách na Castrénovu počest odhalen pomník, který se nachází v bezprostřední blízkosti finského Národního muzea.

## Význam
Matthias Alexander Castrén byl jedním z průkopníků jazykovědného bádání v oblasti uralských jazyků a významný jazykovědec a etnolog. Zasloužil se o zahájení vědeckého zkoumání jazyka, zvyků a mytologie ugrofinských a samojedských národů.